# Macau (Gironde)
Macau település Franciaországban, Gironde megyében. Lakosainak száma 4575 fő (2022. január 1.). Macau Margaux-Cantenac, Ludon-Médoc, Ambès, Arsac, Bayon-sur-Gironde, Labarde és Le Pian-Médoc községekkel határos.

## Népesség
A település népességének változása:
| Lakosok száma | 2017 | 2349 | 2648 | 3196 | 3806 | 4048 | 4225 | 4410 | 4478 | 4575 |
|               | 1968 | 1982 | 1990 | 2006 | 2013 | 2015 | 2017 | 2019 | 2020 | 2022 |